# リグナン

真正リグナンの一種ラリシレシノールの構造

リグナン（lignan）は植物に含まれている化合物群の一種である。リグナンは、エストロゲン様作用を示したり抗酸化物質として働く植物エストロゲンの主要な分類の一つである。その他の植物エストロゲンとしては、イソフラボンやクメスタンが知られている。植物リグナンは、フェニルアラニンを出発物質とし、モノリグノールとして知られる置換ケイ皮アルコール（ケイ皮酸を参照）の二量化反応によって生成するジベンジルブタン骨格に由来するポリフェノール性物質である。この反応は酸化酵素によって触媒され、しばしばディリジェントタンパク質によって制御される。

## 分類
フェニルプロパノイドとして知られる多くの天然物は、テルペンにおけるイソプレン単位のように、C6-C3単位 (1) からできている。2分子のC6-C3単位からなるもののうち、側鎖のβ位同士が酸化的に縮合した骨格を持つものを真正リグナン (2)、それ以外をネオリグナン (3) と呼ぶ。最近はC6-C3単位が3分子、4分子縮合した分子が見いだされており、それぞれセスキリグナン、ジリグナンと呼ばれている。
リグナンの例としては、ピノレシノール、ポドフィロトキシン、ステガナシンなどがある。
ヒトの食事の一部として摂取された時、一部のリグナンは腸内細菌によって代謝されエンテロジオール (1)やエンテロラクトン (2) などのほ乳類リグナンとなる。代謝されほ乳類リグナンとなるリグナン類は、ピノレシノール、ラリシレシノール、セコイソラリシレシノール、マタイレシノール、ヒドロキシマタイレシノール、シリンガレシノール、セサミン、アルクチゲニンなどである。

## 食料源
アカゴマ（亜麻仁）やゴマはリグナン源として最も知られている。アカゴマにおける主要なリグナン前駆体はセコイソラリシレシノールジグルコシドである。その他のリグナン源としては、穀物（ライムギ、コムギ、エンバク、オオムギ）やカボチャ種子、ダイズ、ブロッコリー、豆、チョウセンゴミシ果実のような一部の果実などがある。
セコイソラリシレシノールとマタイレシノールは食物中で発見された最初の植物リグナンである。ピノレシノールとラリシレシノールは、食事における全リグナン摂取に実質的に寄与しているものとして、より最近同定された。典型的には、ラリシレシノールとピノレシノールが全リグナン摂取量の約75%、セコイソラリシレシノールとマタイレシノールが約25%を占めている。この比率は、食物中のシリンガレシノールとヒドロキシマタイレシノールの量が厳密に定量されていないため、変わる可能性がある。
リグナン源：
| 食品           | 100 g 中の含有量   |
| -------------- | ------------------ |
| アカゴマ       | 300,000 µg (0.3 g) |
| ゴマ           | 29,000 µg (29 mg)  |
| アブラナ属野菜 | 185 - 2321 µg      |
| 穀類           | 7 - 764 µg         |
| 赤ワイン       | 91 µg              |

近年の研究によって食品中のほ乳類リグナン前駆体の複雑性が示されている。この研究で分析された22の種、同定された24のリグナンの一部について下記の表に示している。
ほ乳類リグナン前駆体はアグリコンとしている  (µg / 100 g)。主要な化合物は太字で示している。
| 食材           | ピノレシノール | シリンガレシノール | セサミン     | ラリシレシノール | セコイソラリシレシノール | マタイレシノール | ヒドロキシマタイレシノール |
| -------------- | -------------- | ------------------ | ------------ | ---------------- | ------------------------ | ---------------- | -------------------------- |
| アカゴマ       | 871            | 48                 | not detected | 1780             | 165759                   | 529              | 35                         |
| ゴマ           | 47136          | 205                | 62724        | 13060            | 240                      | 1137             | 7209                       |
| ライムギふすま | 1547           | 3540               | not detected | 1503             | 462                      | 729              | 1017                       |
| コムギふすま   | 138            | 882                | not detected | 672              | 868                      | 410              | 2787                       |
| エンバクふすま | 567            | 297                | not detected | 766              | 90                       | 440              | 712                        |
| オオムギふすま | 71             | 140                | not detected | 133              | 42                       | 42               | 541                        |

### 文献
- IUPAC. “Nomenclature of Lignans and Neolignans”. 2010年10月26日閲覧。